# Цибуля конвалієва
Цибуля конвалієва (Allium convallarioides) — вид рослин з родини амарилісових (Amaryllidaceae), поширений у Криму й західній Азії.

## Опис
Багаторічна рослина 40–60 см. Оцвітина біла, 3.5–4 мм довжиною, тичинки рівні по довжині листочкам оцвітини або злегка довші від них. Придаткові цибулинки з сірувато-жовтими штрихованої оболонками.

## Поширення
Поширений у Криму, Закавказзі (Азербайджан, Вірменія та Грузія), Туркменістані, Ірані, Іраку.
Росте на сухих скелястих схилах від передгір'я до середнього поясу гір у світлому грабовому (Carpinus orientalis) та дубовому (Quercus pubescens) лісі.
В Україні вид зростає на приморських схилах у південному Криму.

## Загрози та охорона
Виду загрожують туристична та рекреаційна діяльність.
Вид трапляється в заповіднику Мис Мортян та Нікитинському ботанічному саду, де він є складовою природної рослинності.